# Штейднер, Германн
Карл Теодо́р Ге́рманн Ште́йднер (нем. Carl Theodor Hermann Steudner; 1 сентября 1832 года, Грыфув-Слёнский — 10 апреля 1863 года, Вау, Южный Судан) — немецкий ботаник, исследователь африканского континента.

## Биография

### Ранние годы
Штейднер родился в городе Грайфенберг (ныне Грыфув-Слёнский), и вырос в Гёрлице. Изучал ботанику, минералогию и медицину в Берлине и Вюрцбурге. Его профессорами были Христиан Готфрид Эренберг, Генрих Дове в Берлине; Рудольф Вирхов, Франц фон Ринекер и Альберт Кёлликер в Вюрцбурге. Во время учёбы в Вюрцбургском университете начал дружить с Эрнстом Геккелем.
После возвращения в Берлин, посвятил себя ботаники опубликовав научную работу о семействе растений Марантовые. Был избран членом Берлинского общества друзей естественных наук.

### Экспедиция в Африку
Член Берлинского географического общества Генрих Барт пригласил Штейднера участвовать в поисках Эдуарда Фогеля который пропал в районе султаната Вадаи. Инициатором экспедиции выступил Эрнст II (герцог Саксен-Кобург-Готский). Экспедиция под начальством Теодора Гейглина началась 4 марта 1861 года в Александрии. 17 июня члены экспедиции высадились в Массауа и изучали птиц на архипелаге Дахлак.
Путь через Эфиопское нагорье привёл экспедицию к поселению народа билин где к группе присоединился Вернер Мунцингер.
После этого было решено разделиться на две группы; Штейднер остался с Гейглином. Сделав крюк через провинцию Галла, группа Гейглина предприняла поиски императора Эфиопии Теодроса II. После посещения Гондэра и Амба-Марьям, они были представлены Теодоросу II.
В июле 1862 года экспедиция достигла столицы Судана Хартум. 25 января 1863 года к группе исследователей присоединилась Александрина Тинне.
19 апреля 1863 года Штейднер скончался от лихорадки в городе Вау.

## Память
- Вид ящериц Tropiocolotes steudneri
- Вид растений Steudnera
- Памятник в Гёрлице; расплавлен во время второй мировой войны